# 三重県立桑名工業高等学校
三重県立桑名工業高等学校（みえけんりつ くわなこうぎょう こうとうがっこう）は、三重県桑名市に所在する公立の工業高等学校。
通称「桑工」（くわこう）または「桑業」（くわぎょう）。

## 概要
産業界の発展に貢献できる技術者の育成をめざし、学習の基礎を重視し、こまやかな指導を行い、個性豊かな人間性と実践力の育成に重点をおいた教育をしている。2002年度入試より三重県初の「くくり募集」、2004年度より「日本版デュアルシステム」を導入している。
また、県内の工業高校で唯一の情報に特化したコースである「情報技術者コース」を設置している。学校斡旋希望者は１００％の就職実績である。

### 設置学科
- 機械系（機械・材料技術科）
  - テクノシステムコース
  - エコシステムコース
  - キャリア探究コース（進学専攻・デュアルシステム専攻）
- 電気系（電気・電子科）
  - 電気技術者コース
  - 情報技術者コース
  - キャリア探究コース（進学専攻・デュアルシステム専攻）

## 沿革
- 1961年3月3日 - 三重県教育委員会告示第18号をもって設置され、機械・電気・金属工業の3科がおかれる。
- 1962年4月5日 - 現校地に移転。
- 1984年4月1日 - 電子科設置、電気科1学級減。
- 1989年4月1日 - 材料技術科設置、金属工業科廃科。
- 2002年4月8日 - 機械科1学級減「くくり募集・コース制」導入。
- 2004年4月1日 - 文部科学省指定事業「日本版デュアルシステム」導入。

## 部活動
運動部
文化部
生産クラブ

## 交通
- 東海旅客鉄道（JR東海）関西本線・近鉄名古屋線、養老鉄道養老線「桑名駅」東口より

三重交通バス5番乗り場21-1系統阿下喜行き、7番乗り場28系統（穴太経由）、28-1系統（サンシパーク経由）ネオポリス行きで「桑名工業高校前」下車。徒歩4分
- 三岐鉄道北勢線　「七和駅」下車徒歩12分。

## 著名な出身者
- 柴田勝頼（プロレスラー）
- 後藤洋央紀（プロレスラー）
- 伊藤旭彦（プロレスラー）
- 豊田譲（バレーボール選手）